# Potencjał adsorpcyjny
Potencjał adsorpcyjny jest to wielkość o wymiarze pracy (energii):
{\displaystyle A=RT\ln \left({\frac {p_{s}}{p}}\right),}
gdzie:
- {\displaystyle p} – ciśnienie,
- {\displaystyle p_{s}} – ciśnienie pary nasyconej w danej temperaturze,
- {\displaystyle A} – potencjał adsorpcyjny,
- {\displaystyle T} – temperatura,
- {\displaystyle R} – stała gazowa,

{\displaystyle A=0} wówczas, gdy ciśnienie ma wartość ciśnienia pary nasyconej {\displaystyle p=p_{s}.}
W przypadku zakrzywionych powierzchni ciśnienie kondensacji pary {\displaystyle p_{o}} jest mniejsze niż {\displaystyle p_{s}} i {\displaystyle A=0} przy {\displaystyle p=p_{o}.}
Potencjał adsorpcyjny jest używany w teorii adsorpcji, zwłaszcza w teorii potencjałowej Euckena i Polanyi’ego, w teorii objętościowego zapełniania mikroporów (TOZM) Dubinina i współpr. oraz w tzw. termodynamicznej teorii adsorpcji (ang. IAS, Ideal Adsorbed Solution) Minki i Myersa.